# Serge Fontaine
Serge Fontaine est un homme politique québécois (né le 17 septembre 1947 à Villeroy), ancien député (UN) de Nicolet-Yamaska et cofondateur du parti conservateur du Québec.

## Biographie
Après un passage au Séminaire de Plessisville et au Collège de Victoriaville, il étudie le droit à l'Université Laval à Québec. Il est admis au Barreau du Québec en mars 1974 et devient avocat.
Vice-président du Parti progressiste-conservateur de la circonscription de Drummond, il devient organisateur de l'Union nationale dans Nicolet-Yamaska pendant six ans. 
Il est élu député de l'Union nationale dans Nicolet-Yamaska à l'occasion des élections générales de 1976, battant le député libéral sortant de 750 voix en remportant 34,62 % des suffrages. Il devient leader adjoint du parti du 1er juillet 1980 au 12 mars 1981. Lors des élections générales de 1981, il ne se représente pas, et le siège est remporté par le péquiste Yves Beaumier. 
Il retourne à la pratique du droit dans le cabinet Fontaine et Gagné de 1981 à 1989. Il devient ensuite directeur du Bureau d'aide juridique de Victoriaville, puis de celui de Trois-Rivières.
Absent de la scène politique depuis la fin de son mandat, Serge Fontaine y revient en 2009. En effet, avec d'autres anciens unionistes (dont l'ex-député Bertrand Goulet) et des proches des conservateurs fédéraux, il crée le Parti conservateur du Québec, dont il devient président. Le parti annonce vouloir présenter des candidats aux élections générales suivantes.